# Juventud de Las Piedras
Juventud de Las Piedras is een Uruguayaanse voetbalclub uit Canelones. De club werd opgericht op 24 december 1935. De thuiswedstrijden worden in het Estadio Martínez Monegal gespeeld, dat plaats biedt aan 12.000 toeschouwers. De clubkleuren zijn donkerblauw en wit. Juventud eindigde in het seizoen 2011-2012 op de tweede plaats in de Segunda División, op elf punten van Central Español, en promoveerde zodoende naar de hoogste afdeling van het Uruguayaanse profvoetbal. In 2017 degradeerde de club maar keerde na één seizoen terug. In 2019 degradeerde de club opnieuw. 